# Càncer d'endometri
El càncer d'endometri o càncer endometrial és un càncer que es deriva de l'endometri (el revestiment intern de l'úter). El primer símptoma és amb freqüència el sagnat vaginal no associat al període menstrual. Altres símptomes inclouen dolor en orinar, dolor durant les relacions sexuals o dolor pelvià. El càncer d'endometri es produeix més freqüentment després de la menopausa.
Aproximadament el 40% dels casos estan relacionats amb l'obesitat. El càncer endometrial també està associat amb exposició excessiva d'estrogen, hipertensió arterial i diabetis. Si es prenen estrògens sols augmenta el risc de càncer d'endometri, la combinació amb estrogen amb progestagen, com en la majoria de les píndoles de control de la natalitat, disminueix el risc. Entre dos i cinc per cent dels casos estan relacionats amb els gens heretats dels pares. El càncer d'endometri es denomina de vegades "càncer uterí", encara que és diferent d'altres formes de càncer uterí com el càncer cervical, el sarcoma uterí i la malaltia trofoblàstica. El tipus més freqüent de càncer endometrial és el carcinoma endometrioide, que representa més del 80% dels casos. El càncer d'endometri es diagnostica habitualment per biòpsia endometrial o mitjançant presa de mostres durant un procediment conegut com a dilatació i curetatge. Un frotis de Papanicolau no sol ser suficient per mostrar càncer d'endometri. No es demana una revisió periòdica en les dones de risc normal.
La principal opció de tractament per al càncer d'endometri és la histerectomia abdominal (l'eliminació total per cirurgia de l'úter), juntament amb l'eliminació de les trompes de Fal·lopi i els ovaris a banda i banda, anomenada salpingo-ooforectomia bilateral. En casos més avançats, també es pot recomanar la radioteràpia, la quimioteràpia o la teràpia hormonal. Si la malaltia es diagnostica en una etapa primerenca, el resultat és favorable i la supervivència global de cinc anys als Estats Units és superior al 80%.
El 2012, els càncers endometrials es van produir recentment a 320.000 dones i van causar 76.000 morts. Això fa que sigui la tercera causa més freqüent de mort en càncers que només afecta a les dones, darrere del càncer d'ovari i cervical. És més comú en el món desenvolupat i és el càncer més comú de l'aparell sexual femení en els països desenvolupats. Les taxes de càncer endometrial han augmentat en diversos països entre els anys vuitanta i el 2010. Es creu que es deu al nombre creixent d'ancians i a l'augment de les taxes d'obesitat.